# Jeannette Charles
Pour les articles homonymes, voir Charles.
Jeannette Charles est une actrice britannique née le 15 octobre 1927 à Londres (Angleterre) et morte le 2 juin 2024 à Great Baddow (Essex, Angleterre). 
Elle est connue pour avoir, en raison de sa ressemblance physique avec la monarque britannique, incarné la reine Élisabeth II et de nombreux rôles de reine innommée dans de multiples films et séries télévisées entre 1974 et 2010.

## Filmographie

### Cinéma
- 1976 : Leos Leiden : la reine Élisabeth II
- 1976 : Secrets of a Superstud : la demoiselle
- 1976 : Queen Kong : la reine Élisabeth II
- 1985 : Bonjour les vacances 2 (National Lampoon's European Vacation) : la reine Élisabeth II
- 1987 : Nipagesh Bachof : la reine Élisabeth II
- 1988 : Y a-t-il un flic pour sauver la reine ? (The Naked Gun: From the Filesof Police Squad) : la reine Élisabeth II
- 2002 : Austin Powers dans Goldmember (Goldmember) : la reine Élisabeth II

### Télévision
- 1974 : Loriots Telecabinet (téléfilm) : la reine Élisabeth II
- 1975 : Rutland Weekend Television (série TV) : la reine Élisabeth II
- 1975-1980 : Q5 (série TV) : la reine Élisabeth II
- 1976 : Am Iaufenden Band (série TV) : la reine Élisabeth II
- 1977 : Saturday Night Live (série TV) : la reine Élisabeth II
- 1978 : All You Need Is Cash : la reine Élisabeth II
- 1978: Mind Your Language (série TV) : Mme Baxter
- 1980 : Not the Nine O'Clock News (série TV) : la reine Élisabeth II
- 1982 : On Safari (série TV) : la reine Élisabeth II
- 1984 : Bye Bye 84 (émission de télévision) : la reine Élisabeth II
- 1986 : Les Diamants de la vengeance (If Tomorrow Comes) (série TV) : une invitée au dîner
- 1986 : First Among Equals (série TV) : la reine Élisabeth II
- 1987 : Tickets for the Titanic (série TV) : la reine Élisabeth II
- 1987 : Ratman (série TV) : la reine Élisabeth II
- 1987 : Touristes en délire (If It's Tuesday, It Still Must Be Belgium) (téléfilm) : la reine Élisabeth II
- 1988 : The Sooty Show (série TV) : la reine Élisabeth II
- 1989 : Day by Day (série TV) : la reine Élisabeth II
- 1990 : Never the Twain (série TV) : la reine Élisabeth II
- 1992 : Tatort (série TV) : la reine Élisabeth II
- 1995 : Shining Time Station: Queen for a Day (téléfilm) : la reine Élisabeth II
- 2001 : World of Pub (série TV) : la reine Élisabeth II
- 2006 : The Slammer (série TV) : la reine Élisabeth II
- 2009 : Big Brother (série TV) : la reine Élisabeth II
- 2010 : Write the Future (court-métrage) : la reine Élisabeth II